# Tephroseris taitoensis
Tephroseris taitoensis là một loài thực vật có hoa trong họ Cúc. Loài này được (Hayata) Holub miêu tả khoa học đầu tiên năm 1973.